# Az Egyesített Csapat az 1992. évi téli olimpiai játékokon
Az Egyesített Csapat a franciaországi Albertville-ben megrendezett 1992. évi téli olimpiai játékokon az 1991 végén alakult Független Államok Közössége tagállamainak (volt szovjet tagköztársaságok) közös csapata volt. Az Egyesített Csapat a játékokon 12 sportágban 129 sportolóval képviseltette magát, akik összesen 23 érmet szereztek.

## Érmesek
| Érem  | Versenyző | Sportág                    | Versenyszám                  |
| ----- | --- | -------------------------- | ---------------------------- |
| Arany | Jevgenyij Regykin | Biatlon                    | Férfi 20 km egyéni indításos |
| Arany | Anfisza Rezcova | Biatlon                    | Női 7,5 km sprint            |
| Arany | Nemzeti válogatott Szergej Bautyin Vjacseszlav Bikov Igor Bolgyin Nyikolaj Borscsevszkij Vjacseszlav Bucajev Jevgenyij Davidov Nyikolaj Habibulin Jurij Hmiljov Andrej Homutov Dmitrij Juskevics Darjusz Kaszparajtyisz Andrej Kovalenko Alekszej Kovaljov Igor Kravcsuk Vlagyimir Malahov Dmitrij Mironov Szergej Petrenko Vitalij Prohorov Mihail Stalenkov Andrej Trefilov Szergej Zubov Alekszej Zsamnov Alekszej Zsitnyik | Jégkorong                  | Férfi                        |
| Arany | Viktor Petrenko | Műkorcsolya                | Férfi egyéni                 |
| Arany | Natalja Miskutyonok Artur Dmitrijev | Műkorcsolya                | Páros                        |
| Arany | Marina Klimova Szergej Ponomarenko | Műkorcsolya                | Jégtánc                      |
| Arany | Ljubov Jegorova | Sífutás                    | Női 15 km                    |
| Arany | Ljubov Jegorova | Sífutás                    | Női 10 km üldözőverseny      |
| Arany | Jelena Välbe Raisza Szmetanyina Larisza Lazutyina Ljubov Jegorova | Sífutás                    | Női 4 × 5 km váltó           |
| Ezüst | Valerij Medvedcev Aljakszandr Papov Valerij Kirijenko Szergej Csepikov | Biatlon                    | Férfi 4 × 7,5 km váltó       |
| Ezüst | Szvetlana Pecsorszkaja | Biatlon                    | Női 15 km egyéni indításos   |
| Ezüst | Jelena Becske Gyenyisz Petrov | Műkorcsolya                | Páros                        |
| Ezüst | Jelizaveta Kozsevnyikova | Síakrobatika               | Női mogul                    |
| Ezüst | Ljubov Jegorova | Sífutás                    | Női 5 km                     |
| Ezüst | Ljubov Jegorova | Sífutás                    | Női 30 km                    |
| Bronz | Jelena Belova | Biatlon                    | Női 7,5 km sprint            |
| Bronz | Jelena Belova Anfisza Rezcova Jelena Melnyikova | Biatlon                    | Női 3 × 7,5 km váltó         |
| Bronz | Maja Uszova Alekszander Zsulin | Műkorcsolya                | Jégtánc                      |
| Bronz | Julija Allagulova Natalja Iszakova Viktorija Troickaja Julija Vlaszova | Rövidpályás gyorskorcsolya | Női 3000 m váltó             |
| Bronz | Jelena Välbe | Sífutás                    | Női 5 km                     |
| Bronz | Jelena Välbe | Sífutás                    | Női 15 km                    |
| Bronz | Jelena Välbe | Sífutás                    | Női 30 km                    |
| Bronz | Jelena Välbe | Sífutás                    | Női 10 km üldözőverseny      |

## Alpesisí
Férfi
| Versenyző                | Versenyszám            | Eredmény      | Helyezés      |
| ------------------------ | ---------------------- | ------------- | ------------- |
| Vitalij Andrejev         | Lesiklás               | 1:53,52       | 21.           |
| Vitalij Andrejev         | Szuperóriás-műlesiklás | nem ért célba | nem ért célba |
| Konsztantyin Csisztyakov | Lesiklás               | 1:53,93       | 24.           |
| Konsztantyin Csisztyakov | Szuperóriás-műlesiklás | 1:16,14       | 22.           |
| Alekszej Maszlov         | Lesiklás               | 1:53,68       | 22.           |
| Alekszej Maszlov         | Szuperóriás-műlesiklás | 1:19,71       | 49.           |

| Versenyző                | Versenyszám | Lesiklás | Lesiklás | Lesiklás | Műlesiklás    | Műlesiklás    | Műlesiklás | Műlesiklás | Műlesiklás | Műlesiklás | Műlesiklás | Összesítés | Összesítés |
| Versenyző                | Versenyszám | Lesiklás | Lesiklás | Lesiklás | 1. futam      | 1. futam      | 2. futam   | 2. futam   | Össz.      | Össz.      | Össz.      | Összesítés | Összesítés |
| Versenyző                | Versenyszám | Idő      | Pont     | Hely.    | Idő           | Hely.         | Idő        | Hely.      | Idő        | Pont       | Hely.      | Pont       | Helyezés   |
| ------------------------ | ----------- | -------- | -------- | -------- | ------------- | ------------- | ---------- | ---------- | ---------- | ---------- | ---------- | ---------- | ---------- |
| Vitalij Andrejev         | Összetett   | 1:46,01  | 10,60    | 8.       | 55,80         | 26.           | 58,44      | 25.        | 1:54,24    | 74,47      | 24.        | 85,07      | 20.        |
| Konsztantyin Csisztyakov | Összetett   | 1:47,95  | 30,38    | 26.      | nem ért célba | nem ért célba | kiesett    | kiesett    | kiesett    | kiesett    | kiesett    | kiesett    | kiesett    |
| Alekszej Maszlov         | Összetett   | 1:48,53  | 36,29    | 30.      | nem ért célba | nem ért célba | kiesett    | kiesett    | kiesett    | kiesett    | kiesett    | kiesett    | kiesett    |

Női
| Versenyző           | Versenyszám            | Eredmény | Helyezés |
| ------------------- | ---------------------- | -------- | -------- |
| Szvetlana Gladiseva | Lesiklás               | 1:53,85  | 8.       |
| Szvetlana Gladiseva | Szuperóriás-műlesiklás | 1:26,51  | 25.      |
| Tatyjana Lebegyeva  | Lesiklás               | 1:55,15  | 19.      |
| Tatyjana Lebegyeva  | Szuperóriás-műlesiklás | 1:26,92  | 28.      |
| Szvetlana Novikova  | Lesiklás               | 1:59,18  | 27.      |
| Varvara Zelenszkaja | Szuperóriás-műlesiklás | 1:26,39  | 24.      |

| Versenyző           | Versenyszám | Lesiklás      | Lesiklás      | Lesiklás      | Műlesiklás | Műlesiklás | Műlesiklás | Műlesiklás | Műlesiklás | Műlesiklás | Műlesiklás | Összesítés | Összesítés |
| Versenyző           | Versenyszám | Lesiklás      | Lesiklás      | Lesiklás      | 1. futam   | 1. futam   | 2. futam   | 2. futam   | Össz.      | Össz.      | Össz.      | Összesítés | Összesítés |
| Versenyző           | Versenyszám | Idő           | Pont          | Hely.         | Idő        | Hely.      | Idő        | Hely.      | Idő        | Pont       | Hely.      | Pont       | Helyezés   |
| ------------------- | ----------- | ------------- | ------------- | ------------- | ---------- | ---------- | ---------- | ---------- | ---------- | ---------- | ---------- | ---------- | ---------- |
| Szvetlana Gladiseva | Összetett   | 1:26,88       | 12,96         | 5.            | 38,15      | 25.        | 37,01      | 12.        | 1:15,16    | 48,29      | 15.        | 61,25      | 12.        |
| Tatyjana Lebegyeva  | Összetett   | 1:27,79       | 24,31         | 15.           | 40,05      | 30.        | 39,82      | 19.        | 1:19,87    | 87,03      | 20.        | 111,34     | 18.        |
| Szvetlana Novikova  | Összetett   | 1:30,03       | 52,23         | 26.*          | 38,89      | 27.        | 38,94      | 18.        | 1:17,83    | 70,25      | 18.        | 122,48     | 19.        |
| Varvara Zelenszkaja | Összetett   | nem ért célba | nem ért célba | nem ért célba | kiesett    | kiesett    | kiesett    | kiesett    | kiesett    | kiesett    | kiesett    | kiesett    | kiesett    |

* - egy másik versenyzővel azonos eredményt ért el

## Biatlon
Férfi
| Versenyző                                                              | Versenyszám      | Lövőhiba | Időeredmény | Helyezés |
| ---------------------------------------------------------------------- | ---------------- | -------- | ----------- | -------- |
| Szergej Csepikov                                                       | 10 km sprint     | 0        | 26:27,5     | 4.       |
| Szergej Csepikov                                                       | 20 km egyéni     | 3        | 58:47,6     | 10.      |
| Valerij Kirijenko                                                      | 10 km sprint     | 3        | 26:31,8     | 5.       |
| Valerij Kirijenko                                                      | 20 km egyéni     | 4        | 59:12,6     | 11.      |
| Valerij Medvedcev                                                      | 10 km sprint     | 2        | 27:39,5     | 25.      |
| Aljakszandr Papov                                                      | 10 km sprint     | 1        | 27:31,3     | 18.      |
| Aljakszandr Papov                                                      | 20 km egyéni     | 2        | 58:02,9     | 4.       |
| Jevgenyij Regykin                                                      | 20 km egyéni     | 0        | 57:34,4     |          |
| Valerij Medvedcev Aljakszandr Papov Valerij Kirijenko Szergej Csepikov | 4 × 7,5 km váltó | 0        | 1:25:06,3   |          |

Női
| Versenyző                                       | Versenyszám      | Lövőhiba | Időeredmény | Helyezés |
| ----------------------------------------------- | ---------------- | -------- | ----------- | -------- |
| Jelena Belova                                   | 7,5 km sprint    | 2        | 24:50,8     |          |
| Jelena Golovina                                 | 7,5 km sprint    | 1        | 26:50,3     | 20.      |
| Jelena Golovina                                 | 15 km egyéni     | 2        | 56:17,9     | 22.      |
| Szvjatlana Paramihina                           | 15 km egyéni     | 4        | 56:15,2     | 21.      |
| Szvetlana Pecsorszkaja                          | 7,5 km sprint    | 0        | 26:09,7     | 13.      |
| Szvetlana Pecsorszkaja                          | 15 km egyéni     | 1        | 51:58,5     |          |
| Anfisza Rezcova                                 | 7,5 km sprint    | 3        | 24:29,2     |          |
| Anfisza Rezcova                                 | 15 km egyéni     | 9        | 56:52,6     | 26.      |
| Jelena Belova Anfisza Rezcova Jelena Melnyikova | 3 × 7,5 km váltó | 2        | 1:16:54,6   |          |

## Bob
| Versenyző                                                                  | Versenyszám | 1. futam | 1. futam | 2. futam | 2. futam | 3. futam | 3. futam | 4. futam | 4. futam | Összesítés | Összesítés |
| Versenyző                                                                  | Versenyszám | Idő      | Hely.    | Idő      | Hely.    | Idő      | Hely.    | Idő      | Hely.    | Idő        | Helyezés   |
| -------------------------------------------------------------------------- | ----------- | -------- | -------- | -------- | -------- | -------- | -------- | -------- | -------- | ---------- | ---------- |
| Vlagyimir Jefimov Alekszej Golovin                                         | Kettes      | 1:01,17  | 17.      | 1:01,85  | 21.      | 1:02,03  | 19.*     | 1:02,25  | 23.      | 4:07,30    | 20.        |
| Oleg Szuhorucsenko Andrej Gorohov                                          | Kettes      | 1:01,77  | 27.      | 1:02,06  | 23.      | 1:02,19  | 23.*     | 1:02,31  | 24.      | 4:08,33    | 26.        |
| Oleg Szuhorucsenko Olekszandr Bortyuk Vlagyimir Ljubovickij Andrej Gorohov | Négyes      | 59,05    | 19.*     | 1:00,05  | 22.      | 58,94    | 12.      | 59,39    | 19.      | 3:57,43    | 19.        |
| Vlagyimir Jefimov Oleg Petrov Szergej Kruglov Alekszandr Paskov            | Négyes      | 59,80    | 23.      | 1:00,19  | 23.      | 1:00,34  | 23.      | 1:00,26  | 23.      | 4:00,59    | 22.*       |

* - egy másik csapattal azonos eredményt ért el

## Északi összetett
| Versenyző                                           | Versenyszám | Síugrás | Síugrás | Síugrás    | Sífutás   | Sífutás | Összesítés | Összesítés |
| Versenyző                                           | Versenyszám | Pont    | Hely.   | Időhátrány | Idő       | Hely.   | Idő        | Helyezés   |
| --------------------------------------------------- | ----------- | ------- | ------- | ---------- | --------- | ------- | ---------- | ---------- |
| Andrej Dundukov                                     | Egyéni      | 210,4   | 11.     | +2:00,7    | 45:43,5   | 19.     | 47:44,2    | 11.        |
| Vaszilij Szavin                                     | Egyéni      | 179,4   | 40.     | +5:27,4    | 43:57,4   | 7.      | 49:24,8    | 22.        |
| Szergej Svagirev                                    | Egyéni      | 205,0   | 16.*    | +2:36,7    | 50:26,9   | 39.     | 53:03,6    | 36.        |
| Valerij Sztoljarov                                  | Egyéni      | 192,0   | 32.     | +4:03,4    | 47:46,8   | 32.     | 51:50,2    | 33.        |
| Andrej Dundukov Szergej Svagirev Valerij Sztoljarov | Csapat      | 545,3   | 9.      | +8:19      | 1:29:38,2 | 11.     | 1:37:57,2  | 11.        |

* - egy másik versenyzővel azonos eredményt ért el

## Gyorskorcsolya
Férfi
| Versenyző                 | Versenyszám | Eredmény | Helyezés |
| ------------------------- | ----------- | -------- | -------- |
| Andrej Bahvalov           | 1000 m      | 1:17,21  | 25.      |
| Alekszandr Golubev        | 500 m       | 37,51    | 7.       |
| Nyikolaj Guljajev         | 1000 m      | 1:15,46  | 8.       |
| Konsztantyin Kalisztratov | 1500 m      | 1:59,02  | 22.      |
| Szergej Klevcsenya        | 500 m       | 38,26    | 21.      |
| Alekszandr Klimov         | 1000 m      | 1:16,05  | 13.      |
| Alekszandr Klimov         | 1500 m      | 2:00,94  | 31.      |
| Jevgenyij Szanarov        | 5000 m      | 7:11,38  | 8.       |
| Jevgenyij Szanarov        | 10 000 m    | 14:38,99 | 10.      |
| Vagyim Szajutyin          | 5000 m      | 7:13,20  | 11.      |
| Vagyim Szajutyin          | 10 000 m    | 14:49,31 | 19.      |
| Vagyim Saksakbajev        | 500 m       | 37,86    | 14.*     |
| Jurij Sulha               | 1500 m      | 1:57,80  | 16.*     |
| Bronyiszlav Sznyetkov     | 5000 m      | 7:28,93  | 29.      |
| Bronyiszlav Sznyetkov     | 10 000 m    | 14:46,87 | 17.      |
| Ihar Zsaljazovszki        | 500 m       | 37,57    | 8.       |
| Ihar Zsaljazovszki        | 1000 m      | 1:15,05  | 6.       |
| Ihar Zsaljazovszki        | 1500 m      | 1:57,24  | 10.      |

Női
| Versenyző           | Versenyszám | Eredmény | Helyezés |
| ------------------- | ----------- | -------- | -------- |
| Szvetlana Bazsanova | 1500 m      | 2:07,81  | 6.       |
| Szvetlana Bazsanova | 3000 m      | 4:28,19  | 7.       |
| Szvetlana Bazsanova | 5000 m      | 7:45,55  | 7.       |
| Szvetlana Bojko     | 3000 m      | 4:28,00  | 5.       |
| Szvetlana Bojko     | 5000 m      | 7:44,19  | 6.       |
| Jelena Lapuga       | 1000 m      | 1:25,21  | 28.      |
| Jelena Lapuga       | 1500 m      | 2:11,72  | 25.      |
| Natalja Polozkova   | 500 m       | 41,61    | 15.      |
| Natalja Polozkova   | 1000 m      | 1:24,30  | 20.      |
| Natalja Polozkova   | 1500 m      | 2:07,12  | 4.       |
| Ljudmila Prokasova  | 500 m       | 43,19    | 31.      |
| Ljudmila Prokasova  | 1500 m      | 2:08,71  | 10.      |
| Ljudmila Prokasova  | 3000 m      | 4:30,76  | 10.      |
| Ljudmila Prokasova  | 5000 m      | 7:41,65  | 5.       |
| Okszana Ravilova    | 500 m       | 41,73    | 16.      |
| Okszana Ravilova    | 1000 m      | 1:24,14  | 15.      |
| Jelena Tyusnyakova  | 500 m       | 42,65    | 29.      |
| Jelena Tyusnyakova  | 1000 m      | 1:22,97  | 7.       |

* - egy másik versenyzővel azonos eredményt ért el

## Jégkorong
| Az Egyesített Csapat férfi jégkorongcsapat-játékoskeret | Az Egyesített Csapat férfi jégkorongcsapat-játékoskeret                                                                                           | Az Egyesített Csapat férfi jégkorongcsapat-játékoskeret                                                                           |
| --- | --- | --- |
| - Szergej Bautyin - Igor Bolgyin - Nyikolaj Borscsevszkij - Vjacseszlav Bucajev - Vjacseszlav Bikov - Jevgenyij Davidov - Darjusz Kaszparajtyisz - Nyikolaj Habibulin | - Jurij Hmiljov - Andrej Homutov - Dmitrij Juskevics - Andrej Kovalenko - Alekszej Kovaljov - Igor Kravcsuk - Vlagyimir Malahov - Dmitrij Mironov | - Szergej Petrenko - Vitalij Prohorov - Mihail Stalenkov - Andrej Trefilov - Szergej Zubov - Alekszej Zsamnov - Alekszej Zsitnyik |

### Eredmények
B csoport
| Csapat            | M | Gy | D | V | G+ | G– | Gk  | P |
| ----------------- | - | -- | - | - | -- | -- | --- | - |
| Kanada            | 5 | 4  | 0 | 1 | 28 | 9  | +19 | 8 |
| Egyesített Csapat | 5 | 4  | 0 | 1 | 32 | 10 | +22 | 8 |
| Csehszlovákia     | 5 | 4  | 0 | 1 | 25 | 15 | +10 | 8 |
| Franciaország     | 5 | 2  | 0 | 3 | 14 | 22 | –8  | 4 |
| Svájc             | 5 | 1  | 0 | 4 | 13 | 25 | –12 | 2 |
| Norvégia          | 5 | 0  | 0 | 5 | 7  | 38 | –31 | 0 |

| 1992. február 8. | Egyesített Csapat (EUN) | 8 – 1 (3–0, 3–0, 2–1) | Svájc | Méribel, Franciaország |

|  |  |  |  |  |
|  |  |  |  |  |
|  |  |  |  |  |
|  |  |  |  |  |

| 1992. február 10. | Egyesített Csapat (EUN) | 8 – 1 (3–0, 2–0, 3–1) | Norvégia | Méribel, Franciaország |

|  |  |  |  |  |
|  |  |  |  |  |
|  |  |  |  |  |
|  |  |  |  |  |

| 1992. február 12. | Csehszlovákia (TCH) | 4 – 3 (2–1, 0–1, 2–1) | Egyesített Csapat | Méribel, Franciaország |

|  |  |  |  |  |
|  |  |  |  |  |
|  |  |  |  |  |
|  |  |  |  |  |

| 1992. február 14. | Franciaország (FRA) | 0 – 8 (0–2, 0–4, 0–2) | Egyesített Csapat | Méribel, Franciaország |

|  |  |  |  |  |
|  |  |  |  |  |
|  |  |  |  |  |
|  |  |  |  |  |

| 1992. február 16. | Egyesített Csapat (EUN) | 5 – 4 (3–2, 1–0, 1–2) | Kanada | Méribel, Franciaország |

|  |  |  |  |  |
|  |  |  |  |  |
|  |  |  |  |  |
|  |  |  |  |  |

Negyeddöntő
| 1992. február 18. | Egyesített Csapat (EUN) | 6 – 1 (2–1, 2–0, 2–0) | Finnország | Méribel, Franciaország |

|  |  |  |  |  |
|  |  |  |  |  |
|  |  |  |  |  |
|  |  |  |  |  |

Elődöntő
| 1992. február 21. | Egyesített Csapat (EUN) | 5 – 2 (2–0, 0–1, 3–0) | Egyesült Államok | Méribel, Franciaország |

|  |  |  |  |  |
|  |  |  |  |  |
|  |  |  |  |  |
|  |  |  |  |  |

Döntő
| 1992. február 23. | Egyesített Csapat (EUN) | 3 – 1 (0–0, 0–0, 3–1) | Kanada | Méribel, Franciaország |

|  |  |  |  |  |
|  |  |  |  |  |
|  |  |  |  |  |
|  |  |  |  |  |

| Csapat            | Helyezés |
| ----------------- | -------- |
| Egyesített Csapat |          |

## Műkorcsolya
| Versenyző                           | Versenyszám  | Rövid program     | Rövid program | Rövid program | Kűr               | Kűr   | Kűr         | Összesítés         | Összesítés |
| Versenyző                           | Versenyszám  | Több. hely. száma | Hely.         | Hely. pont.   | Több. hely. száma | Hely. | Hely. pont. | Helyezési pontszám | Helyezés   |
| ----------------------------------- | ------------ | ----------------- | ------------- | ------------- | ----------------- | ----- | ----------- | ------------------ | ---------- |
| Viktor Petrenko                     | Férfi egyéni | 9×1+              | 1.            | 0,5           | 7×1+              | 1.    | 1,0         | 1,5                |            |
| Alekszej Urmanov                    | Férfi egyéni | 7×6+              | 5.            | 2,5           | 7×6+              | 5.    | 5,0         | 7,5                | 5.         |
| Vjacseszlav Zahorodnyuk             | Férfi egyéni | 8×10+             | 10.           | 5,0           | 6×7+              | 8.    | 8,0         | 13,0               | 8.         |
| Julija Vorobjova                    | Női egyéni   | 6×14+             | 14.           | 7,0           | 7×13+             | 13.   | 13,0        | 20,0               | 14.        |
| Tatyjana Racskova                   | Női egyéni   | 7×13+             | 13.           | 6,5           | 5×14+             | 14.   | 14,0        | 20,5               | 16.        |
| Natalja Miskutyonok Artur Dmitrijev | Páros        | 9×1+              | 1.            | 0,5           | 9×1+              | 1.    | 1,0         | 1,5                |            |
| Jelena Becske Gyenyisz Petrov       | Páros        | 6×2+              | 2.            | 1,0           | 8×2+              | 2.    | 2,0         | 3,0                |            |
| Jevgenyija Siskova Vagyim Naumov    | Páros        | 7×5+              | 5.            | 2,5           | 7×5+              | 5.    | 5,0         | 7,5                | 5.         |

| Versenyző                          | Versenyszám | Kötelező tánc 1   | Kötelező tánc 1 | Kötelező tánc 1 | Kötelező tánc 2   | Kötelező tánc 2 | Kötelező tánc 2 | Eredeti (original) tánc | Eredeti (original) tánc | Eredeti (original) tánc | Kűr               | Kűr   | Kűr         | Összesítés         | Összesítés |
| Versenyző                          | Versenyszám | Több. hely. száma | Hely.           | Hely. pont.     | Több. hely. száma | Hely.           | Hely. pont.     | Több. hely. száma       | Hely.                   | Hely. pont.             | Több. hely. száma | Hely. | Hely. pont. | Helyezési pontszám | Helyezés   |
| ---------------------------------- | ----------- | ----------------- | --------------- | --------------- | ----------------- | --------------- | --------------- | ----------------------- | ----------------------- | ----------------------- | ----------------- | ----- | ----------- | ------------------ | ---------- |
| Marina Klimova Szergej Ponomarenko | Jégtánc     | 8×1+              | 1.              | 0,2             | 9×1+              | 1.              | 0,2             | 5×1+                    | 1.                      | 0,6                     | 5×1+              | 1.    | 1,0         | 2,0                |            |
| Maja Uszova Alekszandr Zsulin      | Jégtánc     | 6×2+              | 2.              | 0,4             | 5×2+              | 2.              | 0,4             | 7×3+                    | 3.                      | 1,8                     | 9×3+              | 3.    | 3,0         | 5,6                |            |
| Okszana Griscsuk Jevgenyij Platov  | Jégtánc     | 7×4+              | 4.              | 0,8             | 6×4+              | 4.              | 0,8             | 6×4+                    | 4.                      | 2,4                     | 8×4+              | 4.    | 4,0         | 8,0                | 4.         |

## Rövidpályás gyorskorcsolya
Férfi
| Versenyző      | Versenyszám | Előfutam | Előfutam | Negyeddöntő | Negyeddöntő | Elődöntő | Elődöntő | B döntő | B döntő | Döntő   | Döntő   | Helyezés |
| Versenyző      | Versenyszám | Idő      | Hely.    | Idő         | Hely.       | Idő      | Hely.    | Idő     | Hely.   | Idő     | Hely.   | Helyezés |
| -------------- | ----------- | -------- | -------- | ----------- | ----------- | -------- | -------- | ------- | ------- | ------- | ------- | -------- |
| Dmitrij Jersov | 500 m       | 1:37,71  | 2.       | 1:34,02     | 3.          | kiesett  | kiesett  | kiesett | kiesett | kiesett | kiesett | 11.      |

Női
| Versenyző                                                              | Versenyszám  | Előfutam | Előfutam | Negyeddöntő | Negyeddöntő | Elődöntő | Elődöntő | B döntő | B döntő | Döntő   | Döntő   | Helyezés |
| Versenyző                                                              | Versenyszám  | Idő      | Hely.    | Idő         | Hely.       | Idő      | Hely.    | Idő     | Hely.   | Idő     | Hely.   | Helyezés |
| ---------------------------------------------------------------------- | ------------ | -------- | -------- | ----------- | ----------- | -------- | -------- | ------- | ------- | ------- | ------- | -------- |
| Natalja Iszakova                                                       | 500 m        | 48,49    | 3.       | kiesett     | kiesett     | kiesett  | kiesett  | kiesett | kiesett | kiesett | kiesett | 17.      |
| Marina Pilajeva                                                        | 500 m        | 47,48    | 2.       | 47,95       | 1.          | 1:07,56  | 4.       | 48,42   | 1.      |         |         | 5.       |
| Julija Vlaszova                                                        | 500 m        | 48,29    | 2.       | 48,63       | 2.          | 1:08,90  | 4.       | 48,70   | 3.      |         |         | 7.       |
| Julija Allagulova Natalja Iszakova Viktorija Troickaja Julija Vlaszova | 3000 m váltó |          |          |             |             | 4:38,37  | 2.       |         |         | 4:42,69 | 3.      |          |

## Síakrobatika
Mogul
| Versenyző                | Versenyszám | Selejtező | Selejtező | Döntő   | Döntő    |
| Versenyző                | Versenyszám | Pont      | Helyezés  | Pont    | Helyezés |
| ------------------------ | ----------- | --------- | --------- | ------- | -------- |
| Alekszej Bannyikov       | Férfi       | 17,12     | 33.       | kiesett | kiesett  |
| Andrej Ivanov            | Férfi       | 21,24     | 21.       | kiesett | kiesett  |
| Mihail Lizsin            | Férfi       | 16,04     | 36.       | kiesett | kiesett  |
| Szergej Suplecov         | Férfi       | 22,65     | 13.       | 21,60   | 12.      |
| Jelena Koroljova         | Női         | 20,01     | 10.       | kiesett | kiesett  |
| Jelizaveta Kozsevnyikova | Női         | 22,22     | 5.        | 23,50   |          |
| Olga Licskina            | Női         | 18,04     | 12.       | kiesett | kiesett  |
| Larisa Udodova           | Női         | 11,17     | 23.       | kiesett | kiesett  |

## Sífutás
Férfi
| Versenyző                                                              | Versenyszám         | Eredmény  | Helyezés |
| ---------------------------------------------------------------------- | ------------------- | --------- | -------- |
| Mihail Botvinov                                                        | 10 km               | 28:55,8   | 11.      |
| Mihail Botvinov                                                        | 15 km üldözőverseny | 41:07,1   | 15.      |
| Mihail Botvinov                                                        | 30 km               | 1:25:36,9 | 12.      |
| Mihail Botvinov                                                        | 50 km               | 2:14:20,8 | 28.      |
| Alekszandr Golubjov                                                    | 30 km               | 1:25:56,1 | 14.      |
| Alekszandr Golubjov                                                    | 50 km               | 2:11:20,1 | 17.      |
| German Karacsevszkij                                                   | 10 km               | 32:12,6   | 62.      |
| German Karacsevszkij                                                   | 15 km üldözőverseny | 44:09,5   | 43.      |
| Andrej Kirillov                                                        | 10 km               | 30:27,4   | 30.      |
| Andrej Kirillov                                                        | 15 km üldözőverseny | 41:14,9   | 17.      |
| Alekszej Prokurorov                                                    | 30 km               | 1:27:20,5 | 21.      |
| Alekszej Prokurorov                                                    | 50 km               | 2:07:06,1 | 4.       |
| Vlagyimir Szmirnov                                                     | 10 km               | 29:13,1   | 13.      |
| Vlagyimir Szmirnov                                                     | 15 km üldözőverseny | 39:59,8   | 8.       |
| Vlagyimir Szmirnov                                                     | 30 km               | 1:25:27,6 | 9.       |
| Vlagyimir Szmirnov                                                     | 50 km               | 2:15:48,5 | 35.      |
| Andrej Kirillov Vlagyimir Szmirnov Mihail Botvinov Alekszej Prokurorov | 4 × 10 km váltó     | 1:43:03,6 | 5.       |

Női
| Versenyző                                                         | Versenyszám         | Eredmény  | Helyezés |
| ----------------------------------------------------------------- | ------------------- | --------- | -------- |
| Olga Danyilova                                                    | 5 km                | 14:37,2   | 6.       |
| Olga Danyilova                                                    | 10 km üldözőverseny | 28:10,2   | 11.      |
| Olga Danyilova                                                    | 30 km               | 1:30:30,7 | 20.      |
| Ljubov Jegorova                                                   | 5 km                | 14:14,7   |          |
| Ljubov Jegorova                                                   | 10 km üldözőverseny | 25:53,7   |          |
| Ljubov Jegorova                                                   | 15 km               | 42:20,8   |          |
| Ljubov Jegorova                                                   | 30 km               | 1:22:52,0 |          |
| Larisza Lazutyina                                                 | 5 km                | 14:41,7   | 7.       |
| Larisza Lazutyina                                                 | 10 km üldözőverseny | 27:34,8   | 8.       |
| Larisza Lazutyina                                                 | 30 km               | 1:26:31,8 | 5.       |
| Natalja Martinova                                                 | 15 km               | 45:16,1   | 12.      |
| Raisza Szmetanyina                                                | 15 km               | 44:01,5   | 4.       |
| Jelena Välbe                                                      | 5 km                | 14:22,7   |          |
| Jelena Välbe                                                      | 10 km üldözőverseny | 26:37,7   |          |
| Jelena Välbe                                                      | 15 km               | 43:42,3   |          |
| Jelena Välbe                                                      | 30 km               | 1:24:13,9 |          |
| Jelena Välbe Raisza Szmetanyina Larisza Lazutyina Ljubov Jegorova | 4 × 5 km váltó      | 59:34,8   |          |

## Síugrás
| Versenyző                                                      | Versenyszám | 1. ugrás | 1. ugrás | 2. ugrás | 2. ugrás | Összesítés | Összesítés |
| Versenyző                                                      | Versenyszám | Pont     | Hely.    | Pont     | Hely.    | Pont       | Helyezés   |
| -------------------------------------------------------------- | ----------- | -------- | -------- | -------- | -------- | ---------- | ---------- |
| Jurij Dudarev                                                  | Normálsánc  | 84,9     | 49.      | 77,6     | 55.      | 162,5      | 54.        |
| Jurij Dudarev                                                  | Nagysánc    | 64,8     | 45.      | 56,1     | 47.      | 120,9      | 47.        |
| Andrej Vervejkin                                               | Normálsánc  | 91,5     | 38.**    | 95,3     | 25.      | 186,8      | 32.*       |
| Andrej Vervejkin                                               | Nagysánc    | 79,1     | 31.*     | 72,7     | 27.*     | 151,8      | 29.        |
| Gyionyisz Vodnyev                                              | Normálsánc  | 88,7     | 45.*     | 102,4    | 9.*      | 191,1      | 25.        |
| Gyionyisz Vodnyev                                              | Nagysánc    | 83,6     | 24.      | 72,7     | 27.*     | 156,3      | 24.        |
| Mihail Jeszin                                                  | Normálsánc  | 105,8    | 11.      | 98,9     | 17.      | 204,7      | 11.        |
| Mihail Jeszin                                                  | Nagysánc    | 96,2     | 9.       | 80,3     | 17.      | 176,5      | 10.        |
| Mihail Jeszin Gyionyisz Vodnyev Andrej Vervejkin Jurij Dudarev | Csapat      | 266,6    | 10.      | 236,8    | 11.      | 503,4      | 11.        |

* - egy másik versenyzővel azonos eredményt ért el

** - két másik versenyzővel azonos eredményt ért el

## Szánkó
| Versenyző                             | Versenyszám | 1. futam | 1. futam | 2. futam | 2. futam | 3. futam | 3. futam | 4. futam | 4. futam | Összesítés | Összesítés |
| Versenyző                             | Versenyszám | Idő      | Hely.    | Idő      | Hely.    | Idő      | Hely.    | Idő      | Hely.    | Idő        | Helyezés   |
| ------------------------------------- | ----------- | -------- | -------- | -------- | -------- | -------- | -------- | -------- | -------- | ---------- | ---------- |
| Eduard Burmisztrov                    | Férfi egyes | 46,138   | 16.      | 46,032   | 16.      | 46,612   | 16.      | 46,728   | 18.      | 3:05,510   | 16.        |
| Szergej Danyilin                      | Férfi egyes | 45,708   | 11.      | 45,622   | 9.       | 46,281   | 10.      | 46,162   | 10.      | 3:03,773   | 9.         |
| Oleg Jermolin                         | Férfi egyes | 46,046   | 15.      | 46,176   | 18.      | 46,569   | 14.      | 46,504   | 15.      | 3:05,295   | 15.        |
| Nagyezsda Danyilina                   | Női egyes   | 47,324   | 14.      | 47,215   | 10.*     | 47,264   | 11.*     | 47,025   | 9.       | 3:08,828   | 12.        |
| Irina Gubkina                         | Női egyes   | 47,175   | 10.      | 47,273   | 12.      | 47,264   | 11.*     | 47,034   | 10.      | 3:08,746   | 10.        |
| Natalija Jakusenko                    | Női egyes   | 47,097   | 9.       | 47,215   | 10.*     | 47,178   | 8.       | 46,893   | 6.       | 3:08,383   | 8.         |
| Albert Gyemcsenko Alekszej Zelenszkij | Kettes      | 46,552   | 7.       | 46,747   | 9.       |          |          |          |          | 1:33,299   | 8.         |
| Igor Lobanov Gennagyij Beljakov       | Kettes      | 46,849   | 10.      | 47,098   | 13.      |          |          |          |          | 1:33,947   | 10.        |

* - egy másik versenyzővel azonos eredményt ért el